# Amakusa (Kumamoto)
Amakusa (天草市 Amakusa-shi?) es una ciudad en la prefectura de Kumamoto, Japón, localizada en las islas Amakusa, al suroeste de la isla de Kyūshū. El 1 de marzo de 2021 tenía una población estimada de 74 861 habitantes y una densidad de población de 110 personas por km².

## Geografía
Amakusa se encuentra en el sureste de la prefectura de Kumamoto, cubriendo partes de dos islas principales Kamishima y Shimoshima y seis islotes más pequeños de las islas Amakusa. Sus costas son bañadas por el mar de Ariake, el mar de Amakusa, el mar de China Oriental y el mar de Yatsushiro.

## Historia
La ciudad moderna de Amakusa fue establecida el 27 de marzo de 2006, a partir de la fusión de las antiguas ciudades de Hondo y Ushibuka, y los pueblos de Amakusa, Ariake, Goshoura, Itsuwa, Kawaura, Kuratake, Shinwa y Sumoto (todos del distrito de Amakusa).

## Demografía
Según los datos del censo japonés, la población de Amakusa ha disminuido constantemente en los últimos 60 años.
| Gráfica de evolución demográfica de Amakusa entre 1940 y 2015 |
|                                                               |
| Oficina de Estadísticas de Japón                              |

## Ciudades hermanas
- Encinitas, California, EE. UU.[7]